# Bataille de Jaffa (1192)
Pour les articles homonymes, voir Bataille de Jaffa.
Troisième croisade
Batailles
- Iconium
- Saint-Jean-d'Acre
- Arsouf
- Jaffa

La bataille de Jaffa est un affrontement de l'époque des Croisades, s'étant déroulé lors de la campagne militaire qui opposa l'armée du sultan Saladin (Ṣalāḥ al-Dîn Yûsuf ibn Ayyūb) et les forces des croisés dirigées par le roi d'Angleterre Richard Cœur de Lion. Il s'agit de la dernière bataille de la Troisième croisade. Elle aboutit à une trêve entre Saladin et Richard. Bien que Jérusalem reste entre les mains de Saladin, les pèlerins chrétiens sont autorisés à venir y visiter les lieux saints. Les Croisés conservent par ailleurs le contrôle d'une importante bande de terre s'étendant de Beyrouth à Jaffa.
La bataille fut un événement déterminant de la Troisième croisade, car elle contraignit Saladin à négocier une fin immédiate des hostilités. Elle illustre par ailleurs la détermination de Saladin et le courage et l'habileté tactique de Richard. Il s'agit du dernier affrontement armé entre les deux monarques avant la ratification du traité de Jaffa qui met un terme à la Croisade. La victoire de Richard permet aux Croisés de renforcer leur présence dans le sud de la Palestine.

## Prélude
Le 7 septembre 1191, après la bataille d'Arsouf, l'armée croisée avance d'Arsouf à Jaffa, que les Croisés prennent et fortifient. Ils espèrent faire ainsi de Jaffa une base d'opérations dans le secteur afin de reconquérir Jérusalem. Alors que l'hiver 1191-1192 approche, de sporadiques négociations sont entamées entre Richard Cœur de Lion et Saladin, mais sans résultat.
À la fin du mois de novembre 1191, l'armée croisée avance vers l'intérieur des terres en direction de Jérusalem. Au début du mois de décembre, Saladin est sous la pression des émirs qui lui demandent de dissoudre la majeure partie de son armée, ce qu'il fait à contrecœur le 12 décembre. Lorsqu'il apprend la nouvelle, Richard continue sa marche en avant et passe Noël à Latroun. L'armée marche ensuite sur Beit Nuba, à seulement 12 kilomètres de Jérusalem. Le moral des défenseurs musulmans de Jérusalem est au plus bas. Si les Croisés étaient arrivés à ce moment-là, il est probable que la ville serait tombée rapidement. Cependant, le temps est horriblement mauvais et froid avec de fortes pluies et de la grêle. Les mauvaises conditions météorologiques, ainsi que la crainte d'être pris à revers par une armée musulmane de secours s'il venait à assiéger à Jérusalem, conduisent Richard à faire finalement retraite vers la côte.
Durant l'hiver, les hommes de Richard occupent et refortifient la ville d'Ascalon, dont les fortifications avaient été rasées par Saladin. Au printemps 1192, les négociations se poursuivent entre les deux camps ponctuées de brèves escarmouches. L'armée des Croisés avance à nouveau sur Jérusalem, arrive en vue de la ville sainte, avant d'être contrainte de faire retraite une fois de plus, en raison de dissensions entre ses chefs. Au cours de cette période, Richard commence à recevoir des nouvelles inquiétantes d'Europe. Son frère Jean a profité de son absence pour prendre le trône tandis que le roi de France, Philippe Auguste a attaqué la Normandie. Alors que le printemps fait place à l'été, il devient évident pour Richard qu'il doit rentrer sur ses terres en Europe, afin de préserver ses intérêts.

## Affrontements pour le contrôle de Jaffa

### Saladin prend Jaffa
Le 5 juillet 1192, Richard commence son retrait de la Terre sainte. Après avoir réalisé que Jérusalem ne pourrait être défendue longtemps si elle venait à être capturée, il commence à faire demi-tour en traversant un territoire hostile. Presque immédiatement après la retraite de Richard, Saladin, échaudé par sa récente défaite à Arsouf, voit une occasion de se venger et, le 27 juillet, met le siège devant la ville de Jaffa, qui avait servi de base d'opérations pour Richard au cours de sa marche à l'intérieur des terres en direction de Jérusalem. La garnison chrétienne, bien que surprise, se bat vaillamment contre les forces de Saladin, pourtant supérieures en nombre. Après trois jours d'affrontements sanglants, les forces de Saladin prennent d'assaut la ville. Seule la citadelle réussit à tenir. Le reste des Croisés s'enfuient et préviennent Richard de la situation.

### Retour fulgurant de Richard à Jaffa
Richard rassemble alors rapidement une petite armée, comprenant un important contingent de marins italiens, et se précipite vers le sud. En voyant les bannières musulmanes flotter sur les murs, il croit tout d'abord à tort que la partie est déjà perdue, jusqu'à ce qu'un défenseur, qui a pu nager jusqu'à son navire amiral, l'informe que la citadelle est toujours assiégée.
Encore chaussé avec des chaussures de marin, Richard saute dans la mer et nage à travers les vagues pour atteindre la plage. Le roi des Anglais démontre alors que sa bravoure et ses prouesses guerrières ne sont pas usurpées, en fonçant avec cinquante-quatre chevaliers, quelques centaines de fantassins, et environ 2 000 arbalétriers génois et pisans dans la bataille. Lorsque l'armée de Richard passe subitement à l'attaque, un vent de panique secoue l'armée musulmane. Parmi les musulmans, des rumeurs courent qu'il s'agit du fer de lance d'une armée chrétienne beaucoup plus importante qui arrive pour secourir Jaffa. Le roi d'Angleterre combat en personne à la pointe de son attaque, obligeant les hommes de Saladin à se replier. De nombreux prisonniers chrétiens qui s'était rendus aux musulmans un peu plus tôt, s'emparent de leurs armes et reprennent le combat, suscitant un grand désarroi parmi leurs gardiens, incapables de les arrêter. La fuite de l'armée de Saladin se fait de manière désordonnée. Saladin n'est en mesure de regrouper ses forces qu'après avoir reculé de plus de huit kilomètres à l'intérieur des terres.

## Échec de la contre-offensive de Saladin
Lorsque Saladin apprend que des renforts francs sont en route depuis Césarée, il décide de lancer une contre-attaque sur Jaffa afin de reconquérir la ville avant que ces renforts n'aient pu faire leur jonction avec les forces chrétiennes de Richard. Tôt dans la matinée du 4 août, des troupes musulmanes se massent autour de la ville fortifiée puis se cachent dans les champs alentour en prévision d'une attaque à l'aube le lendemain. Cependant, juste avant le lever du soleil, un soldat génois qui est de garde croit discerner quelque chose qui ressemble à des troupes ennemies cachées dans les fourrés. Ces soupçons sont confirmés lorsqu'il distingue le pelage des chevaux et l'éclat de leurs armures. Les sentinelles donnent rapidement l'alarme, et Richard rassemble rapidement ses chevaliers, son infanterie et des arbalétriers pour la bataille. Il ordonne ensuite à son infanterie, ainsi qu'à des chevaliers descendus de leur monture de s'accroupir et de former une haie de lances et de boucliers, les lances étant ancrées dans le sol et pointées vers leurs adversaires. Les arbalétriers se tiennent derrière ce mur de protection de lances, travaillant en binôme, les uns ajustant la visée, les autres chargeant l'arbalète. En avant de l'infanterie, de grands piquets de tente sont enfoncés dans le sol afin de désarçonner les cavaliers de leur monture lorsqu'ils chargeront. Richard, avec une poignée de chevaliers à cheval, restent en arrière en réserve.
La cavalerie légère de l'armée de Saladin, composée de Turcs, d’Égyptiens et de Bédouins multiplie les charges. Lorsqu'il apparaît évident que les Croisés n'ont pas l'intention de rompre leurs rangs, ils font toutefois demi-tour avant d'atteindre le mur de lances. Chaque attaque ayyoubide est accueillie par un barrage de carreaux des arbalétriers, qui causent de lourdes pertes. Tandis que l'armure des Sarrasins se révèle insuffisante pour résister aux carreaux d'arbalètes, les croisés, eux, peuvent compter sur une armure suffisamment robuste pour résister aux flèches des Sarrasins. La plupart des chevaux de la cavalerie de Saladin se montrent en outre particulièrement vulnérables face au déluge de carreaux. Au bout de plusieurs heures, la fatigue commence à se faire sentir dans les deux camps. Ayant considérablement souffert du tir de barrage des arbalétriers, les cavaliers de Saladin sont épuisés et n'ont pas réussi à briser la ligne de défense croisée. Ils sont mis en fuite par une charge des chevaliers croisés, conduits par Richard lui-même, dont seulement 10 à 15 sont montés sur chevaux, et sont démoralisés,,,.
Alors que la bataille fait rage, un groupe de soldats ayyoubides est néanmoins en mesure de déborder l'armée des Croisés et d'entrer dans Jaffa. Les marins génois qui sont chargés de garder les portes offrent peu de résistance, avant de se replier à bord de leur navire. Cependant, avant que les Musulmans aient pu exploiter leur succès, Richard accourt au galop et rallie les combattants autour de lui. Le soir, il devient clair pour Saladin que ses hommes ont été défaits. Il donne l'ordre à ses troupes de se retirer. Baha' al-Din, un soldat musulman, contemporain soldat et historien de Saladin, écrit : « On m'a assuré [...] que ce jour-là, le roi d'Angleterre, la lance à la main, a parcouru toute la longueur de notre armée de droite à gauche, et pas un seul de nos soldats n'a quitté les rangs pour l'attaquer. Le Sultan en fut très irrité et quitta le champ de bataille furieux [...] ». Les pertes au sein de l'armée de Saladin s'élèvent à 700 morts, et 1 500 chevaux. Chez les croisés, on dénombre seulement 2 morts mais de nombreux blessés. Cependant, comme la plupart des batailles médiévales, ces chiffres sont à prendre avec précaution et peuvent ne pas s'avérer entièrement fiables. Ayant laissé leurs morts sur le champ de bataille, les forces ayyoubides entament leur longue retraite vers Jérusalem. Une fois arrivé, Saladin renforce les défenses de la ville, dans le cas où Richard viendrait l'assiéger.

## Conséquences
La défaite musulmane de Jaffa marque la fin de la contre-offensive de Saladin. Les deux armées sont épuisées et la Palestine est en état de ruine. Peu après, Richard tombe gravement malade. Des négociations ont lieu, aboutissant au Traité de Jaffa qui met en place une trêve de trois ans. Les défenses d'Ascalon sont rasées puis la ville est remise à Saladin. Les croisés conservent une bande de terre le long de la côte de Tyr à Jaffa. Saladin garde Jérusalem, mais les pèlerins chrétiens sont libres de venir visiter la ville. La possession de Jaffa permet en outre aux Croisés de consolider leurs terres côtières de la Palestine, centrées sur une nouvelle capitale : Acre.

## Sources
- (en) Cet article est partiellement ou en totalité issu de l’article de Wikipédia en anglais intitulé « Battle of Jaffa (1192) » (voir la liste des auteurs).
- Baha' al-Din Yusuf Ibn Shaddad (also rendered Beha al-Din and Beha Ed-Din), trans. C.W. Wilson (1897) Saladin Or What Befell Sultan Yusuf, Palestine Pilgrims' Text Society, London.
- (en) John Bennett Gillingham, Richard the Lionheart, Londres, Weidenfeld & Nicolson, 1978, 318 p. (ISBN 978-0-297-77453-2).
- (en) Charles Oman, A history of the art of war in the Middle Ages, vol. 2 : 1278-1485 AD, London Mechanicsburg, PA, USA, Greenhill Books Stackpole Books, 1998 (1re éd. 1924), 459 p. (ISBN 978-1-853-67332-0).
- (en) Steven Runciman, A history of the Crusades, vol. 3 : The kingdom of Acre and the later crusades, Cambridge England, University Press, 1987 (1re éd. 1951) (ISBN 978-0-521-06163-6).
- (en) W. B. Stevenson, The Crusaders in the East : a Brief History of the Wars of Islam with the Latins in Syria During the Twelfth and Thirteenth Centuries, Cambridge University Press, 2012 (1re éd. 1907).
- (en) Jan Frans Verbruggen, The art of warfare in Western Europe during the Middle Ages : from the eighth century to 1340, Woodbridge, Suffolk, UK, Boydell Press, 1997, 2e éd., 388 p. (ISBN 978-0-851-15630-9).